# モーニングライダー! 藤川貴央です
モーニングライダー! 藤川貴央です（モーニングライダー! ふじかわたかおです）はラジオ大阪で2014年9月29日から2017年3月31日まで放送された生ワイド番組。同局アナウンサーの藤川貴央による冠番組で、放送時間は毎週月曜日 - 金曜日の7:00 - 9:00（JST）。

## 概要
これまでの『笑福亭銀瓶の銀ぎんワイド』を引き継ぎ、放送時間を5分繰り上げて、新しい生ワイド番組としてスタートした。
ラジオ大阪アナウンサーの藤川貴央が「アグレッシブに、爽やかに、体当たりの取材で得た情報」をリスナーに伝えるニュース情報バラエティ番組である。。
藤川アナがメインパーソナリティに抜擢された時点での年齢は27歳で、関西地方のラジオ局が制作・放送する早朝の帯番組では現役最年少のレギュラーパーソナリティである。
番組構成として、7時は藤川アナと松本がストレートニュースを交互に伝えた後、福島テレビでの記者経験がある藤川アナが朝刊各紙の一面記事をピックアップして解説しながら、政治・経済・国際情勢・社会・季節の話題等を広く取り上げ、時に踏み込んだ議論を展開することもある。
さらに産経新聞社の編集委員が日替わりで記事を紹介する「今朝のコレ！産経新聞から」へ続き、放送直前までのニュースをコンパクトに伝えている。
7時40分に曜日別コーナーがあり、前半部分と打って変わって、20代後半の藤川アナの素顔を垣間見ることができる。
火曜日の「あっちゃこっちゃにパンやさん」は、番組スタート時から存続している人気コーナーである。リスナーからの情報だけを頼りに、藤川アナが関西地方のパン店を事前に訪れ、オーナーに生電話する。これまでに大阪はもちろん、京都、神戸の有名店も多数出演している。
水曜日の「モーニングスクープ！」は、藤川アナ自らが企画・編集を行う取材コーナーで、話題のニュースに絡めた取材を行う他、2015年5月に行われた大阪都構想の是非を問う住民投票や、同11月の大阪市長府知事ダブル選挙などの企画を放送した。選挙の投開票日の翌日には、産経新聞社の編集委員が生出演し、解説を行っている。
2015年9月に、安全保障関連法の審議を巡って全国で相次いだデモでは、賛成派、反対派の双方を公平に取材し、マスコミ取材のあり方にも問題提起した。
2015年4月のリニューアル後、メインコーナーが刷新されてゲストコーナーなどが新しく設けられ、また、ラジオ大阪が主催する上方漫才大賞で新人賞に輝いたコンビが受賞直後に出演することが恒例となっている。　　
8時台は『武田鉄矢・今朝の三枚おろし』を内包し、若手構成作家が旬な情報を紹介する火曜日のコーナー「ネタコレ！ライダートピックス」はポッドキャスティングされている。また、藤川アナが毎週木曜日にラジオ大阪の番組表をどこかで配るというPR企画もスタートした（2015年12月終了）。その際、集まったリスナーだけにフリップ漫談を披露し、2016年にはR-1ぐらんぷりの予選に出場した。生類憐みの令をニュース風に仕立てたネタで1回戦を突破したものの、2回戦で敗退した。　
2017年3月31日（金曜日）放送分で終了。同年4月3日（月曜日）からは、『慶元まさ美のハッピー・モーニング』が当番組の放送枠を引き継いでいた。『ハッピー・モーニング』は2019年4月1日（月曜日）から『ハッピー・プラス』に発展しているが、ラジオ大阪では2022年4月4日（月曜日）から、『ハッピー・プラス』の前枠（平日の6:30 - 8:00）に『藤川貴央のニュースでござる』を編成。藤川は当番組の終了から5年振りに、平日早朝の生ワイド番組でパーソナリティを務めることになった。

## 出演者
- パーソナリティ：藤川貴央アナウンサー
- アシスタント：松本雅子
- パーソナリティ代理
  - 清水けんじ(2015年9月2日～4日、2016年8月22日～24日、藤川の夏休み中に担当。2017年2月22・24日、藤川がインフルエンザ感染のため担当。『モーニングライダー！清水けんじです』として放送)
  - ヒューマン中村(2015年8月31日～9月1日、藤川の夏休み中に担当。『モーニングライダー！ヒューマン中村です』として放送)
  - 高井俊彦(2016年8月25日～26日、藤川の夏休み中に担当。2017年2月21・23日、藤川のインフルエンザ感染のため担当。『モーニングライダー！高井俊彦です』として放送)

## 曜日別コーナー

### 月曜日
- ザ・スペシャリスト…各分野で活躍するスペシャリストに2週にわたってインタビューする。これまでに青山繁晴、杉村大蔵、片岡愛之助らが出演。
- 週のはじめは真面目に健康…週替わりで設けられたテーマに沿った健康情報を紹介

### 火曜日
- あっちゃこっちゃにパンやさん…関西のパン屋さんを紹介（友栄食品提供）
- ネタコレ！ライダートピックス！…若手構成作家が語る「旬な情報」

### 水曜日
- モーニングスクープ…藤川アナの取材コーナー
- 週の真ん中！水曜ゲスト…ゲストコーナー①

### 木曜日
- たかおのちょっと遠くへ…関西の名所めぐり＆クイズコーナー
- ライダー！オススメ（カルチャー）情報局…週替わりの情報コーナー。関西ウォーカー編集長、関西大学名誉教授・宮本勝浩、映画評論家・桂ちきん、本しゃべりすと・奥村知花が出演している。

### 金曜日
- 週末金曜ゲスト…ゲストコーナー②
- 雅子のお墨付き…松本アナのおすすめ家電コーナー。（上新電機提供）

## タイムテーブル
- 7:00 オープニング・天気
- 7:03 ニュース
- 7:10 朝刊ラインナップ
- 7:15 今朝のコレ　産経新聞から
- 7:18 街のみなと 新鮮活け活け情報
- 7:23 交通情報
- 7:25 天気予報
- 7:40 曜日別コーナー(1)
  - 月曜日：ザ・スペシャリスト
  - 火曜日：あっちゃこっちゃにパンやさん
  - 水曜日：モーニングスクープ
  - 木曜日：たかおが行く！～
  - 金曜日：週末金曜ゲスト
- 8:00 ニュース・天気予報・交通情報
- 8:08 曜日別コーナー(2)
  - 月曜日：週のはじめは真面目に健康
  - 火曜日：ネタコレ！ライダートピックス！
  - 水曜日：週の真ん中！水曜ゲスト
  - 木曜日：ライダー！オススメ（カルチャー）情報局
  - 金曜日：雅子のお墨付き
- 8:22 武田鉄矢・今朝の三枚おろし
- 8:38 交通情報・天気予報